# Juan José Muñoz (dirigente deportivo argentino)
Juan José Muñoz (La Plata, Argentina, 3 de junio de 1950 - 8 de mayo de 2013) fue un empresario y dirigente deportivo argentino. 

## Trayectoria
Muñoz fue un empresario y dirigente deportivo argentino. De origen humilde, su gran habilidad para los negocios lo hizo pasar rápidamente de cafetero a millonario. De paupérrimo vocabulario y actitudes patoteras, tuvo participación en, una financiera, una agencia de turismo, una constructora, una cadena hotelera y una aseguradora, entre otros negicios. En noviembre de 2004 fue elegido presidente del Club de Gimnasia y Esgrima La Plata, con más del 60% de los votos. En 2006 después de perder la elección de renovación parcial de autoridades pidió una licencia, el vicepresidente Hugo Capdebarthe asumió la conducción y terminó su mandato en 2007.
Participó en la política argentina y en el sindicalismo. Fue asesor del actual Jefe de Gabinete de Ministros de la Argentina, Aníbal Fernández, cuando éste era senador.
Falleció de una enfermedad el 8 de mayo de 2013 tras haber estado internado dos semanas, a los 62 años.

## Presidencia de Gimnasia y Esgrima La Plata
En los inicios de la gestión, el "lobo" estaba cerca de perder la categoría. Se contrató como DT al exjugador del club Pedro Troglio, quien logró sacar al equipo de esa situación. Al torneo siguiente, peleó el campeonato con Boca Juniors, con una gran campaña donde perdió la punta a dos fechas del final, finalizando segundo en el Torneo Apertura 2005.
Durante su gestión, Muñoz tomó varias medidas controversiales. Apenas toma la dirección del club, aparta del plantel a catorce jugadores por no ser de su agrado. Entre estos se encontraban jugadores históricos como Gustavo Barros Schelotto, Enzo Noce y Andrés Yllana.
En junio de 2006 decide retirar la camiseta n.º 21, número que utilizó Pedro Troglio en su última etapa profesional, siendo esta la primera retirada en un club del fútbol argentino.
En 2005, el estadio del Bosque queda suspendido por incidentes en un encuentro contra Newell's Old Boys, y se decide jugar en el estadio Ciudad de La Plata por el término de la sanción. Debido a las nuevas normas de seguridad del Co.Pro.Se.De, el estadio del bosque había quedado inhabilitado para jugar torneos oficiales, por lo que Muñoz decidió dejar ese estadio para mudarse definitivamente al estadio Ciudad de La Plata, ya que según él las obras requeridas por el Co.Pro.Se.De eran «faraónicas» (de un momento de alrededor de 2 millones de pesos). Esta decisión fue impopular con muchos socios del club; algunos de ellos, en signo de protesta, se juntaron a escuchar los partidos en el estadio del Bosque. 
En el plano del baloncesto, Gimnasia fue relegado al TNA (Torneo Nacional de Ascenso), por decisión de sus autoridades encabezadas por el entonces presidente del club Juan José Muñoz, quienes decidieron quitarle gran parte del presupuesto, lo que ocasionó que se perdieran a las figuras principales del equipo que habían obtenido el subcampeonato.
También se vivieron hechos preocupantes. El 10 de septiembre de 2006, durante el entretiempo del partido de Gimnasia contra Boca Juniors, y a pesar de que el equipo platense ganaba 1:0 el encuentro, Muñoz ingresó en el vestuario del árbitro del partido disgustado con la labor de este, quien determinó suspender el partido por agresiones del en ese momento presidente de Gimnasia. Por este hecho, Muñoz fue suspendido por seis meses en la AFA.
Cuatro meses más tarde, cuando se continuó el partido contra Boca Juniors, Gimnasia terminó perdiendo el partido 4:1, pero el dato sobresaliente es que se denunció que los jugadores habían sido amenazados por la barra brava de Gimnasia para que el equipo perdiera, ya que a esa altura del torneo Boca peleaba el campeonato directamente contra Estudiantes de La Plata, el clásico rival de Gimnasia, quien posteriormente se consagraría campeón. En el encuentro de los jugadores y la barra brava supuestamente habría habido tres dirigentes del club.